# 레빌시

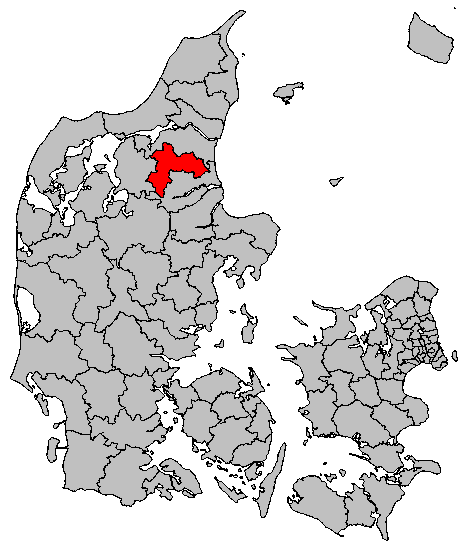
레빌 시의 위치

레빌시(덴마크어: Rebild Kommune)는 덴마크 북윌란 지역에 위치한 지방 자치체로 행정 중심지는 스퇴우링이며 면적은 628km2, 인구는 28,753명(2008년 기준)이다. 윌란반도 중부에 위치한다.